# هوغو دنجلر
هوغو دنجلر (بالألمانية: Hugo Dingler)‏ (و. 1881 – 1954 م) هو فيلسوف، وأستاذ جامعي، ورياضياتي ألماني، ولد في ميونخ، كان عضوًا في الحزب النازي، كان عضوًا في شوتزشتافل، توفي في ميونخ، عن عمر يناهز 73 عاماً.

## التعليم
تعلم في جامعة لودفيغ ماكسيميليان في ميونخ، وتعلم في جامعة غوتينغن
.

## روابط خارجية
- هوغو دنجلر على موقع مونزينجر (الألمانية)